# Álvaro Rodríguez (Drehbuchautor)
Álvaro Rodríguez ist ein Drehbuchautor, Komponist und Schauspieler sowie Cousin von Regisseur Robert Rodriguez, mit dem er häufig zusammenarbeitet.

## Werdegang
Rodríguez ging auf die St. Anthony’s High School in San Antonio, Texas. Er hat einen Abschluss in Englisch und in Literatur von der University of Texas und der University of Houston. 1992 machte er seine ersten Schritte im Filmgeschäft und arbeitete als Komponist an Robert Rodriguez Langfilmdebüt El Mariachi. Seine Komponistentätigkeit setzte er dann 1996 in dem Film Pain Flower fort. 1999 gab er sein Drehbuchdebüt bei dem Independentfilm Allied Forces.
Ein Jahr darauf arbeitete er als Drehbuchautor und Regieassistent an dem von Robert Rodriguez und Quentin Tarantino produzierten Film From Dusk Till Dawn 3 – The Hangman’s Daughter. 2008 und 2010 arbeitete er als Schauspieler in den Filmen Perro come Perro und Todos tus Muertos. 2010 schrieb gemeinsam mit Robert Rodriguez das Drehbuch für den Actionfilm Machete.

## Privates
Neben seiner Verwandtschaft mit Robert Rodriguez ist er auch mit dem Schauspieler Danny Trejo verwandt.  

## Filmografie (Auswahl)
- 1992: El Mariachi (Komponist)
- 1996: Pain Flower (Komponist)
- 1999: Allied Forces (Drehbuchautor)
- 2000: From Dusk Till Dawn 3 – The Hangman’s Daughter (Drehbuchautor, Regieassistent)
- 2008: Perro come Perro (Schauspieler)
- 2010: Todos tus Muertos (Schauspieler)
- 2010: Machete (Drehbuchautor)
- 2017:  Last Rampage – Der Ausbruch des Gary Tison (Last Rampage)